# Юрьин, Юрий Николаевич
Юрий Николаевич Юрьин (настоящая фамилия — Вентцель; (1889, Санкт-Петербург — 1 сентября 1927, Мерано, Венеция Тридентина) — российский театральный актёр, режиссёр и популярный в 1920-е годы драматург. Играл на сцене Александринского театра. С 1919 года был руководителем Народного театра драмы в Петрозаводске. Один из первых авторов советских исторических пьес. Член правления Московского общества драматических писателей и композиторов (МОДПиК), секретарь Союза Революционных драматургов.

## Биография
Юрий Николаевич Вентцель родился в 1889 году (иногда указывается 1891 год) в дворянской семье, происходящей из остзейских немцев. Отец — чиновник Министерства путей сообщения (с 1912 года — действительный статский советник), известный литератор Николай Николаевич Вентцель (1856 −1920). Мать — Мария Ильинична Вентцель (урожд. Пузыревская, 1869—1938), дочь киевского отдельного цензора по иностранной и внутренней цензуре.
В семье было шестеро детей: сыновья — Юрий (1889), Владимир (1899), Лев (1901), Евгений (1909) и дочери — Галина (1893), Татьяна (1905).

### Выбор жизненного пути
В посвящённом сыну стихотворении Н. Н. Вентцель написал:
… Бьёт копытом конь лихой,

Сивка-бурочка…

Ах, куда ж поскачет мой

Мальчик Юрочка?...

Н.Юрьин (Н.Вентцель). Юрочкина колыбельная песня
В юности Юрий Вентцель решил стать драматическим актёром и после окончания гимназии занимался у известного педагога А. П. Петровского в открывшейся в 1909 году театральной школе, которая ставила перед собой цель давать «основательное и возможно полное специальное образование лицам, посвящающим себя на службу театра». Режиссёр Э. Б. Краснянский писал в мемуарах, что окончание курсов Петровского было для актёров «высшей аттестацией и лучшей рекомендацией».

### Театральная деятельность
С 1911 года выступал на театральных сценах под сценическим именем Юрьин — одним из писательских псевдонимов отца.

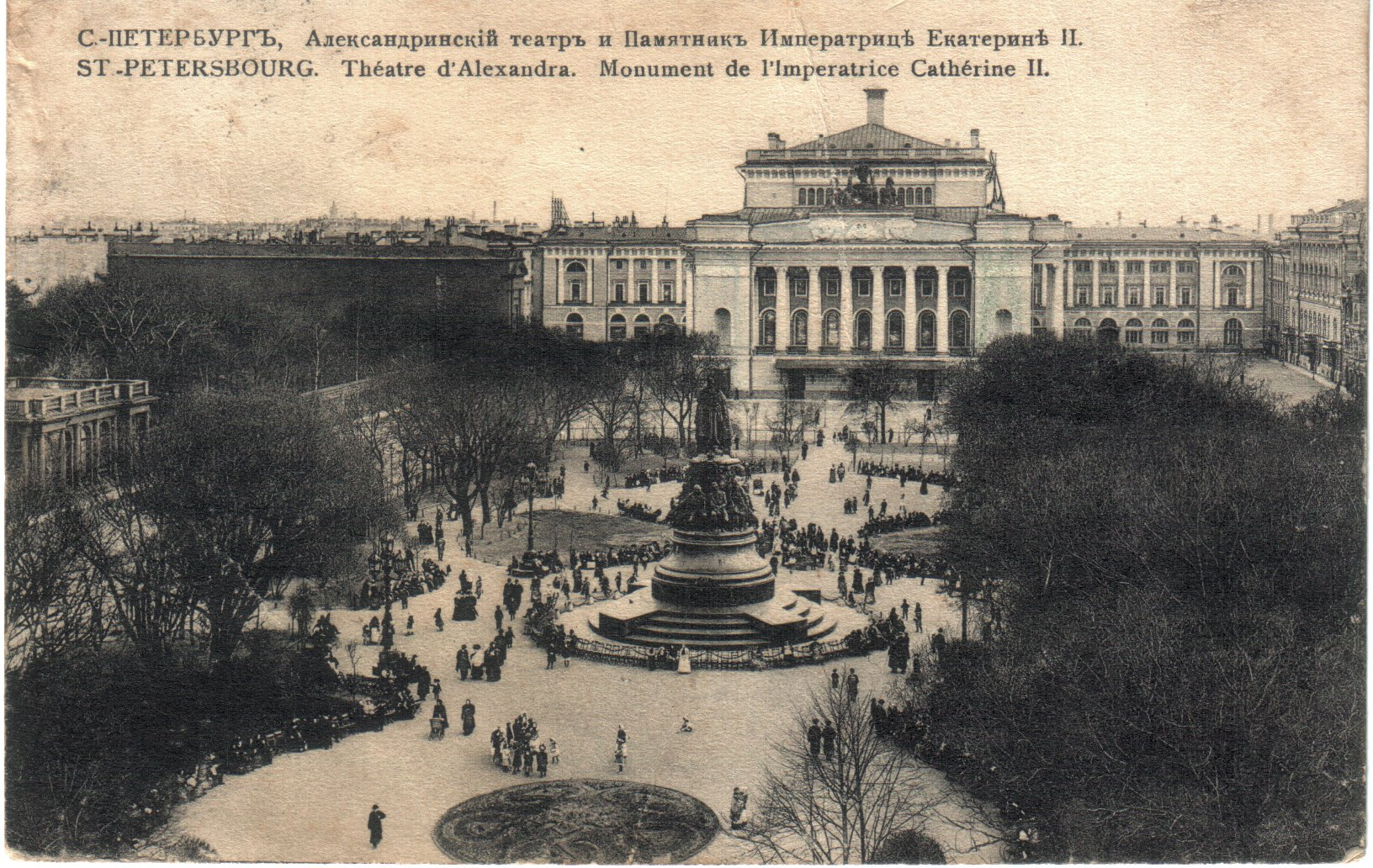
Александринский театр в 1917 году

К началу революционных событий 1917 года он был артистом Императорского Александринского театра. После прихода к власти большевиков театр объявил им бойкот, продолжавшийся до марта 1918 года.

#### В Петрозаводске
Часть оказавшихся без средств к существованию членов александринской труппы, в том числе и Ю. Н. Юрьин, во главе с актёром и режиссёром Н. В. Петровым откликнулась на призыв Олонецкого губернского комиссариата просвещения приехать на работу в Петрозаводск. 22 марта 1918 года Петров был назначен руководителем Народного театра. Уже 6 июня театр начал летний сезон спектаклем по пьесе М. Горького «На дне». При Государственном театре драмы весной 1918 года была создана театральная студия. Занятия вели режиссеры Н. Петров, Е. Сергиев, Ю. Юрьин.
Главный архивист отдела научно-справочного аппарата Национального архива Республики Карелии Т. Н. Петрова писала, что в летнем театральном сезоне у Ю. Н. Юрьина было амплуа комика-резонёра. Как и всем артистам, ему было выдано удостоверение, подтверждавшее право на личное «имущество, состоящее из разного рода платья, обуви, белья, музыкальных инструментов, книг и прочих вещей, не подлежащих реквизиции, необходимых ему по роду профессии, как орудие производства, без которых он не может выполнять свой актерский труд и тем лишается средств к существованию».
Актёра тепло принимала петрозаводская публика. О состоянии здоровья Юрьина, заболевшего осенью воспалением легких, регулярно писала выходившая дважды в неделю газета «Известия Олонецкого губсовета», пока 19 октября 1918 года в ней не появилось сообщение: «На будущей неделе поправившийся артист будет играть Расплюева в „Свадьбе Кречинского“».
14 сентября 1918 года губернский комиссар народного просвещения В. М. Парфёнов утвердил список петроградских артистов, оставшихся в Петрозаводске для работы в зимний сезон 1918—1919 годов. В числе актёров «на первом положении», входивших в труппу народного театра драмы, был и Ю. Н. Юрьин, исполнявший одновременно обязанности очередного режиссёра. Театр давал четыре спектакля в неделю, в том числе один специально для красноармейцев.
На состоявшейся в сентябре 1918 года первой всероссийской конференции Пролеткульт, несмотря на призывы к борьбе за «классовую чистоту пролетарского театра», было признано, что обучение трудящихся сценическому мастерству должно проводиться профессионалами «под идейным социалистическим контролем» . В ноябре 1918 года Н. В. Петров инициировал набор городской молодёжи в образованную им в Петрозаводске студию театрального искусства. Одним из педагогов студии стал Ю. Н. Юрьин. В мае 1919 года в связи с угрозой захвата города войсками белогвардейцев и интервентов Н. В. Петров и часть труппы перебрались в Кострому. После их отъезда театр и студию возглавил Ю. Н. Юрьин.
Перспективы творческой самореализации и сравнительно лучшие условия жизни в Петрозаводске оказались привлекательными для спасавшихся от разрухи петроградских актёров музыкантов и художников. По воспоминаниям современников «такой небольшой в те времена городок, как Петрозаводск, оказался богатым людьми, так или иначе связанными с искусством». С лета 1919 года музыкальной частью в театре Юрьина руководил композитор Ю. А. Шапорин. В 1920 году в Петрозаводск приехала и его жена — театральный художник Л. В. Шапорина, оформлявшая в том же театре декорации к спектаклям. В своём дневнике она отметила, что работа под началом «рано умершего, умного и талантливого Юрия Николаевича Юрьина, дала мне очень много, я прошла там хорошую школу режиссуры».
Сезон 1919—1920 годов Народный театр драмы открыл спектаклем по пьесе А. Н. Островского «Последняя жертва». Уделяя большое внимание пропаганде театрального искусства в уездах, Ю. Н. Юрьин организовал проведение выездных спектаклей. Осенью 1919 года труппа выступала на базе Онежской военной флотилии в Лодейном Поле и в отдалённых населённых пунктах губернии — Кончозере, Повенеце, Пудоже, Спасской Губе. Всего за этот сезон труппа показала 156 спектаклей.
С ростом популярности петрозаводского театра было связано и увеличение числа желающих учиться сценическому искусству. Если в 1918 году по конкурсу для занятий были отобраны менее 30 человек, то в осеннем наборе 1919 года студия объявила уже 75 вакансий для моряков и красноармейцев и 50 вакансий для горожан. Фактически, театральная студия стала школой, в которой преподавались «русская и иностранная литература, история искусств, история культуры, психология, психология творчества и грима, выразительное чтение, движение, а также такие предметы, как гигиена и пролетарская идеология».

#### Первые пьесы

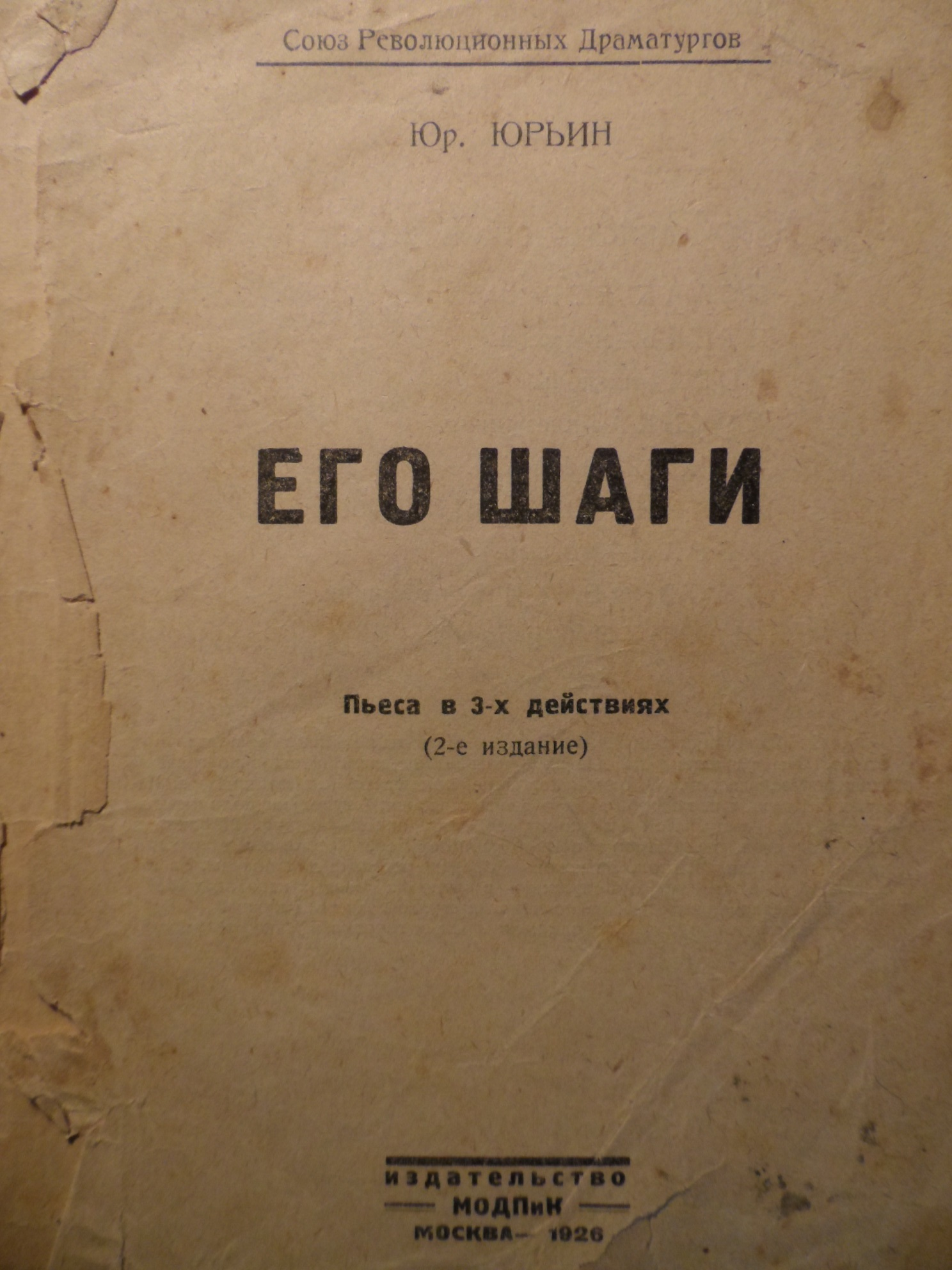
Титульный лист издания первой пьесы Ю. Н. Юрьина
«Его шаги» (1920)

Основу репертуара труппы составляли известные произведения русской и зарубежной классики, но в условиях продолжающейся гражданской войны театр должен был предложить зрителям пьесы, отражавшие идею борьбы угнетённых за социальную справедливость и веру в неизбежность победы.
«Задача наша состоит не только в том, чтобы дать народу художественные произведения; мы должны еще помочь ему усвоить эти произведения и должны найти для этого новые приемы, которые требуются отныне от культурных работников... 

...Нам нужно найти иной путь, непохожий на те, проторённые... 

...Не стоит говорить о том, что культурный голод русской провинции превышает в настоящее время хлебный голод…
Председатель Репертуарной секции  Ал. Блок».
В январе 1920 года Ю. Н. Юрьин поставил спектакль по первой написанной им пьесе «Его шаги». Автор-постановщик спектакля был одновременно и исполнителем главной роли. Драма рассказывала о жизни семьи еврейского ремесленника в одном из городов юга России в революционном 1905 году. Название её связано с введением в контекст пьесы звукового образа ритма шагов поднимавшегося на борьбу пролетариата и отражало пафос надежды на исполнение его миссии — в заключительной сцене один из героев произносил:

«Борьба ещё не кончена, — пусть мы все погибнем в ней, пусть снова зальют землю нашей кровью, — революция не умрёт… Наш рабочий Мессия идёт, он уже близко, он не обманет, …я слышу его шаги…»

Рецензенты, характеризуя агитационное значение пьесы, отмечали, что она «выдержана в бодрых, радостных, свежих, весенних тонах».
Произведением начинающего драматурга заинтересовались и в других театрах — уже 26 февраля того же года пьеса была поставлена в Сольвычегодске.
В 1920 году была опубликована его трагедия «Сполошный зык (Стенька Разин)» — одна из первых советских исторических пьес, которая сразу была поставлена на сцене драматического театра в Петрограде, а затем с успехом шла на сценах Москвы и других городов.
Пьеса была положительно оценена критиками. Если в «Его шагах» Юрьин писал о предчувствии грядущего революционного пожара, то в «Сполошном зыке» он на материале вспыхнувшей в XVII веке крестьянской войны обратился к темам его неминуемости и роли личности вождя восставших масс. Героизация автором самоотдачи вдохновлённого народным протестом Степана Разина выражалась словами его монолога:

«Вынесла меня волна героя мирского на гребне своём, не я — другой был бы на месте том, не другой — так третий — всё едино. Пришёл час заняться пожару — и занялся, не мной раздут!

…Мы свое совершили: ударили в колокол, — загудел первый, сполошный зык, прокатился по степям, по равнинам, повсей земли отдался. Заголосили леса, просторы откликнулись, всколыхнулся, пробудился народ, — ничего, что ночь черна, ничего, что до свету далече, — пробудился, не уснет боле! Другие звонари на место нас придут, станут било раскачивать, — красную зарю своим звоном предвещать… А мы… свое сделали…»

#### Режиссёр губернского театра
Ещё в конце 1918 года в Петрозаводске стало известно подписанное А. В. Луначарским постановление о необходимости учреждении в структуре Наркомпроса театральных отделов.
Централизация идеологического управления театральным делом в Наркомпросе осуществлялась с целью:

«а) общего руководительства театральным делом в стране, в широком государственном масштабе;

б) создания нового театра, в связи с перестройкой государственности и общественности на началах социализма;

в) упорядочения художественно-профессиональной жизни в сфере театра…
Центральный Театральный Отдел состоит из двух частей: Московской и Петербургской, типы же театральных управлений на местах устанавливаются сообразно с местными условиями Коллегиями Отделов Народного Образования».

В конце 1919 года Ю. Н. Юрьин был назначен руководителем Олонецкого губернского театрального подотдела. В начале 1920 года петрозаводский театр был национализирован и получил статус губернского.
«Театр в Петрозаводске — важнейшее из искусств. Билеты в театр достать трудно»
Заметка от 15 мая 1920 года:

«В городе разгорелся новый очаг спекуляции. Это Театр драмы (б. Триумф), где происходит вакханалия с ценами. Первый ряд вчера стоил 275 рублей, а сегодня — 400. Театр-то не столичный, и скачки эти недопустимы».
Заметка от 25 марта 1921 года:

«В интересах уничтожения спекуляции театральными билетами предлагается в 2-недельный срок уничтожить продажу билетов из кассы и заменить их жетонами. Жетоны выпускаются каждым театром согласно числу мест и распределяются на ежемесячных собраниях комиссий».
Утверждённое «Положение о Губернском театре Драмы» структурировало его деятельность и разграничивало функции сотрудников — административные, хозяйственные, художественные и другие. В октябре В. М. Парфёнов сообщил заведующему Центральным театральным отделом Наркомпроса В. Э. Мейерхольду, что переход театра в ведение государства позволил создать специальную комиссию, которая определяла репертуар, руководствуясь принципом: «Каждая пьеса должна выражать определенную борьбу идей, затем быть художественной, должна легко восприниматься, вызывать действительный интерес и давать удовлетворение действием».
Главный режиссёр и художественный руководитель театра отвечал не только за репертуар. Ю. Н. Юрьину приходилось заниматься и насущными бытовыми проблемами своего коллектива. В феврале 1921 года он был вынужден обратиться в земельный отдел Карельской трудовой коммуне (КТК) с просьбой выделить труппе «участок пахотной земли для коммунального посева картофеля и овощей». В прилагаемом списке были перечислены 65 артистов и сотрудников театра.
17 июля 1921 года в Петрозаводске отметили десятилетие актёрской деятельности Ю. Н. Юрьина. Осенний сезон 1921—1922 годов был открыт в сентябре спектаклем по пьесе С. С. Юшкевича «В городе», в котором участвовали артисты состоявшегося первого выпуска театральной студии.
В октябре того же года Ю. Н. Юрьину подчинили вновь созданный передвижной театр Мурманской железной дороги, но уже в 1922 году по состоянию здоровья ему пришлось покинуть Петрозаводск и вернуться в Петроград.

#### В Москве
По совету врачей, чтобы сменить климат из-за подозрения на туберкулез, Ю. Н. Юрьин перебрался в Москву, где в Театре Актёра режиссёр Н. А. Попов с труппой бывшего театра Незлобина в марте 1922 года ставил его пьесу «Сплошной зык (Стенька Разин)».
Был принят артистом в труппу московского Театра Революции, которым руководил В. Э. Мейерхольд.
3 ноября 1923 года в Малом Театре был поставлен спектакль «Нечаянная доблесть» по его пьесе «Доспехи славы». А. В. Луначарский, автор предисловия к её отдельному изданию, написал уже после просмотра: «Это есть фарс на тему о том, как создаются иногда героические фигуры и как так называемые официальная молва и официальная история проходят мимо подлинного героизма простых людей …мы имеем образчик хорошего комедийного искусства, настоящего здорового смеха, ясного и четкого фарса».
Известный советский психолог и театральный критик Л. С. Выготский, руководивший в начале 1920-х годов театральным подотделом Гомельского отдела народного образования, дал оценку актуальности пьесы: «Нашему репертуару близка она не только яркой, сочной, лубочной трактовкой полуплощадного фарса, не только выстрелом по обывательской тупости. Наша сцена тоскует о трагедии истинного героизма, но и о фарсе ложного, дутого героизма, лопающегося как мыльный пузырь. Героическое и смешное равно нужны нам».
В 1924 году Юрьин, решивший полностью посвятить себя драматургии, ушёл из труппы Театра Революции.
В своих произведениях остро реагировал на актуальные общественные события и дискуссии. Сатирические пьесы Юрьина высмеивали свойственную представителям «старого мира» мещанскую и собственническую психологию обывателей. Профессор, доктор филологических наук, исследователь отечественной сатирической комедии 1920-х годов Н. Н. Киселёв писал, что пьесы Ю. Н. Юрьина оставили свой «след в советской комедиографии: в них впервые были применены некоторые ситуации и мотивы, которые впоследствии будут многократно использованы и продолжены в комедиях и водевилях второй половины 20-х годов».

#### Последние годы
В 1924—1925 годах активно участвовал в работе Московского общества драматических писателей и композиторов (МОДПиК), устав которого был утверждён правительством 20 ноября 1923 года. В 1925 году представлял его правление в заседаниях объединенного президиума московской и ленинградской организаций. Был секретарем созданного в 1925 году «Союза Революционных драматургов».
В связи с обострением туберкулёза в конце 1925 года Юрьин обратился в Наркомпрос с просьбой о выезде для лечения за границу. А. В. Луначарский, давно знавший «дружественно настроенного к революции» драматурга, с 1922 года возглавлял Особый Комитет по организации заграничных артистических турне и художественных выставок, в ведении которого были заграничные командировки артистов . При его поддержке Юрьин получил разрешение на поездку в Италию. С марта 1926 года жил на Капри, а в начале 1927 года перебрался в Мерано.
Некоторые исследователи связывали отъезд Ю. Н. Юрьина в Италию с существовавшими в послереволюционные годы в среде деятелей отечественной культуры эмиграционные настроения. Как и многие приехавшие из Советской России театральные профессионалы, Юрьин пытался реализовать себя в одном из развитых в отношении культурной жизни регионов и, возможно, поэтому оставил курортный остров и переехал на север Италии в Южный Тироль.
Несмотря на тяжёлую болезнь продолжал работать над пьесами. В 1926 году на Капри написал драму «Братство Кугикап» (или «Священный зверь»). Спектакли по этой пьесе в начале 1927 годов были поставлены в СССР сразу в нескольких театрах
Юрий Николаевич Юрьин умер 1 сентября 1927 года в городе Мерано провинции Больцано области Венеция Тридентина (итал. Venezia Tridentina) Королевства Италия, ныне город и автономная провинция входят в область Трентино-Альто-Адидже Итальянской Республики. Был похоронен на кладбище в Мерано. 
В некрологе, опубликованном в еженедельнике «Жизнь искусства» (№ 37 от 13.09.1927. — С. 18), сообщалось о предстоявшей постановке уже «в текущем сезоне» завершённой Юрьиным в Италии незадолго до смерти его последней пьесы «Когда поют петухи». Посмертная премьера этой сатирической комедии о провокативном отношении некоторых представителей политических сил Германии к стране Советов состоялась 22 марта 1928 года в Театре Революции. В этом же году спектакль был поставлен в Витебске в драматическом театре имени Якуба Коласа.
*** (В Государственном Архиве Российской Федерации есть сопроводительное письмо (фотопленка) "В УНКВД РСФСР. Управление Уполномоченного препровождает при сем заграничный паспорт за № 112385 на имя гр. Юрьина Юрия Николаевича, умершего в г. Мерано (Италия) 5-го сентября 1927 г. Приложение /Упомянутое/. Подписи: Управляющий делами /Колчановский/. Заведующий П/Отделом Публичного права /Боколов/)

## Пьесы

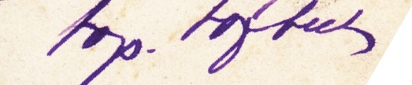
Автограф Ю. Н. Юрьина

Перу Ю. Н. Юрьина принадлежали не менее 15 пьес, опубликованных при жизни или сохранившихся в машинописи.
Прижизненные публикации:
- «Его шаги»: пьеса в 3-х действиях — Петрозаводск: Отдел народного образования, 1920. — 84 с.;
- «Сполошный зык (Стенька Разин)»: народная трагедия в 5 действиях — Петроград: Госиздат, 1920. — 91 с.;
- «Король в лохмотьях»: драматическая легенда в 5 действиях — Петроград: Госиздат, 1921. — 79 с.;
- «Доспехи славы (Нечаянная доблесть)»: комедия в 3-х действиях / С предисл. А. В. Луначарского. — М.: Девятое января, 1923. — 93 с.;
- «Советский чёрт»: комедия в 3-х действиях — М.: Госиздат, 1924. — 48 с.; (2-е изд. — М., Л.: Главполитпросвет, 1926);
- «Национализация женщин»: уездный анекдот в 4 переменах — М.: Изд-во МОДП и К, 1925. — 26 с.;
- «Агитпьеса» — // Советский водевиль. Сб. 1. — М.; Л.: Изд-во МОДПИК, 1925. — 45 с.;
- «То, чего не было»: комедия в 4-х действиях — М.: Изд-во МОДПиК, 1925. — 35 с. (2-е изд. — там же, 1927);
- «Голый человек»: комедия в 4-х действиях и 5-ти картинах — М.; Л.: Изд-во МОДПиК, 1927. — 43 с.;
- «Разин в Астрахани»: Драматическая сцена из пьесы «Сполошный зык (Стенька Разин)» — Москва: Гос. изд-во (1-я Образцовая тип.), 1927. — 16 с.

Сохранившиеся в РГАЛИ и Санкт-Петербургской государственной Театральной библиотеке машинописи :
- «Дом отцов»: трагикомедия в 3 действиях, 5 картинах;
- «Ножки святого Питирима»: произведение совершенно неопределенного характера во многих картинах;
- «Конь вороной»: мелодрама в 5-ти действиях[~ 6];
- «Братство Кугикап (Священный зверь)»: драма в 5-ти действиях[~ 7];
- «Когда поют петухи»: комедия в 5-ти действиях.

В антологиях позднего времени:
- «Сполошный зык (Стенька Разин)»: народная трагедия в 5 действиях — / Первые советские пьесы: сборник пьес 1918—1921 гг. — М.: Искусство, 1958. — 497 с. — С. 309—379;
- «Агитпьеса» — // Советская одноактная драматургия. Т. 1 — М.: Искусство, 1967. — С.80-93.

## Семья
Семья принадлежала дворянскому роду Вентцелей (von Wentzel) из Лифляндской (Рижской) губернии.
Отец, Николай Николаевич Вентцель (30 декабря 1855 года (11 января 1856 года) — 6 февраля 1920 года), сын Николая Адольфовича, чиновник канцелярии Министерства путей сообщения (с 1912 года — действительный статский советник). Известен как литератор — поэт, автор сатирических рассказов и пьес.
Его младший брат — Константин Николаевич Вентцель (24 ноября (6 декабря)  1857 года — 10 марта 1947 года) в 1880-е годы участвовал в деятельности «Народной воли». В начале XX века — автор работ по теории свободного воспитания детей и сторонник независимости школы от государства. Надежды на реализацию его концепций после 1917 года, «когда политический горизонт русской жизни очистился от мрачных туч деспотизма» оказались тщетными. С 1923 года работы К. Н. Вентцеля перестали публиковать. В 1936 году в письме в «Известия» он предложил закрепить в проекте конституции СССР не только принцип автономии и самоуправления всех ступеней системы образования, но и предоставляемое всем гражданам «право свободной критики высших законодательных и правительственных учреждений и лиц».
Мать — Мария Ильинична Вентцель (1869—1938), урождённая Пузыревская. Её отец Илья Алексеевич Пузыревский, занимавший должность киевского отдельного цензора по иностранной и внутренней цензуре, позднее был известен публикациями материалов о жизни и творчестве своего дяди писателя Н. В. Кукольника.
Из членов семьи только Лев Вентцель, выпускник 1-го кадетского корпуса, после октябрьской революции 1917 года встал на сторону её противников и воевал в различных соединениях Белой армии. Трижды ранен. В сентябре 1920 года был эвакуирован из Крыма в Галлиполи.
Большая часть известных фактов личной жизни Ю. Н. Юрьина связана с Петрозаводском.

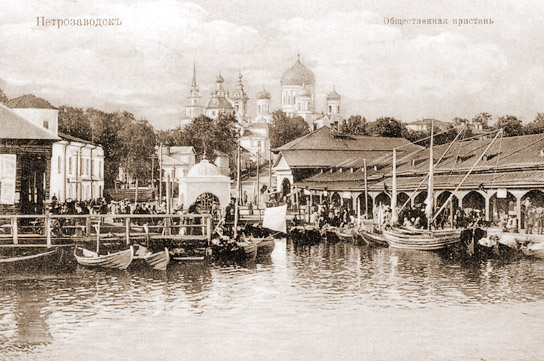
Петрозаводск. 1915

В 1918 году в группе приехавших в Петрозаводск артистов вместе с Ю. Н. Юрьиным под псевдонимом Владимиров актёром выступал его брат В. Н. Вентцель, выпускник Павловского военного училища (1916), служивший до 1917 года прапорщиком в царской армии. В 1919 году он вступил в Красную армию и после ранения вновь в 1921 году выступал в труппе брата в Петрозаводске.
Из некролога:

«...Ник. Ник. Вентцель, талантливый литературный критик, поэт, юморист и автор нескольких кривозеркальных пародий. Писал Н. Н. под псевдонимом Юрьина (Н. Н. Ю-н) и Бенедикта. После покойного остался ряд неоконченных произведений: перевод «Гамлета», инсценировка романа Бульчера «Кола ди Риенца», написанная по заказу Московского Нового театра, либретто оперетты «Царь Крёз» и др.»
6 ноября 1920 года в Петрозаводске от крупозного воспаления лёгких умер его отец Н. Н. Вентцель, который с 1918 года некоторое время работал в репертуарной секции Центрального театрального отдела Наркомпроса, а позднее, вероятно, переехал из Петрограда к сыновьям Юрию и Владимиру.
Первая жена Ю. Н. Юрьина — артистка петрозаводского Народного театра драмы Евгения Силаева. Брак распался около 1924 года.
Вторая жена — Екатерина Александровна Максимова (1904—1943), дочь петрозаводского чиновника Александра Флегонтовича Максимова и Александры Степановны (девичья фамилия Гаупт), происходившей из семьи обрусевших немцев. Выпускница первого набора театральной студии Юрьина (1921) и петроградского Института сценических искусств (1925). Сопровождала мужа с его дочерью от первого брака в поездке для лечения в Италию. После похорон Юрьина в Мерано в 1927 году вернулась в Москву. Через несколько лет познакомилась с Рихардом Зорге и вышла за него замуж.
Дочь — Наталья Юрьевна Юрьина родилась в 1920 году в Петрозаводске. С 1927 года после возвращения из Италии воспитывалась в семье родственников отца. Накануне ВОВ закончила ИФЛИ. В 1942 году ушла добровольцем на фронт, служила водителем грузовых автомобилей, пройдя боевой путь от Сталинграда до Праги. После войны стала журналисткой, долгие годы работала в редакции газеты «Советское Зауралье» в Кургане. Автор фронтовых воспоминаний.

## Комментарии
1. ↑  В 1906—1909 годах Н. Н. Вентцель служил в «Отделе по отчуждению имуществ» при канцелярии министра путей сообщения, делопроизводителем которого был М. В. Луначарский, старший брат будущего наркома А. В. Луначарского
2. ↑  Среди окончивших театральную школу Юрьина были известные в будущем артисты
3. ↑  Известный теоретик театра Пиотровский А. И. отмечал как «небывалый случай в истории культуры России» то, что спектакль из провинциального театра перешёл на столичные сцены.
4. ↑  В 1924 году Театр Революции ради руководства собственным театром оставил В. Э. Мейерхольд.
5. ↑  Постановлением Президиума ЦИК СССР с 1925 года эти функции были возложены на Наркомпрос.
6. ↑  Пьеса написана по материалам произведениям и материалам процесса над Б. В. Савинковым.
7. ↑  Содержание пьесы было откликом на полемику о семье и новом быте.
8. ↑  В числе представителей рода: Иоахим Флориан фон Вентцель (17 (28) августа 1735 года — 29 мая (9 июня)  1797 года), его сын Карл Иоганн Фердинанд Вентцель (16 (27) декабря 1771 года — 1846 год), внук Адольф Михаил Вентцель (17 (28) апреля 1799 года — 1846 год) и правнук Николай Адольфович Вентцель (11 (23) ноября 1827 года — 1908 год), действительный статский советник.
9. ↑  Доктор педагогических наук, профессор Г. Б. Корнетов писал, что «остаётся загадкой, почему К. Н. Вентцель не был арестован после отправки этого письма».
10. ↑  В некоторых источниках матерью В. Н. Виноградова ошибочно названа Фаина Филипповна Вентцель (1870—1967, псевдоним Фаньяр, по первому мужу Ярошевская, по второму — Кулжинская), автор пьес, переводов французских поэтов и мемуаров о встречах с Н. Г. Гариным-Михайловским, М. Горьким и А. П. Чеховым.
11. ↑  Впоследствии В. Н. Вентцель — журналист, драматург и общественный деятель. Участвовал в работе комиссий по «чистке» писательских организаций от социально-чуждых элементов. В 1949 году был арестован в и приговорён к 8 годам ИТЛ.
12. ↑  Ю. Н. Юрьин в 1925 году присутствовал в Институте сценических искусств на выпускном спектакле по его пьесе «То, чего не было».
13. ↑  В 1942 году — через год после ареста Зорге в Японии — ей предъявили обвинение в шпионаже вместе с мужем в пользу фашистской Германии. Была отправлена в ссылку на пять лет в Красноярский край. В 1943 году умерла там при невыясненных обстоятельствах. В 1964 году сразу после присвоении Рихарду Зорге звания Героя Советского Союза Е. А. Максимова была реабилитирована посмертно.